# Città delle Stelle (romanzo)
Città delle Stelle (Ascent) è un romanzo di Jed Mercurio del 2007.

## Trama

### Stalingrado: 1946
Le prime pagine del libro catapultano il lettore nel 1946 in una Stalingrado uscita stremata dal secondo conflitto mondiale, dove Evghenij Mikhailovič Eremin, il protagonista, che ha perduto entrambi i genitori durante l'assedio della città, viene condotto in un orfanotrofio. In quel luogo, con la complicità degli adulti, Evghenij viene fatto oggetto di violenza fisica e sessuale da parte dei ragazzi più grandi e in particolare da Babak, un ragazzo che aspirava ad entrare all'Accademia aeronautica di Čkalov. Tuttavia Eremin riesce a riscattarsi sia grazie alla violenza, durante una giornata lavorativa attira Babak e dopo una lotta furiosa lo rende orbo, sia grazie alla sua straordinaria affinità per le scienze matematiche che gli spalancheranno davanti le porte dell'Accademia aeronautica di Čkalov e gli chiuderanno, per sempre, quelle dell'orfanotrofio.

### Corea: 1952-1953
Durante la guerra della Corea, Eremin abbatte 35 aerei americani. E verrà chiamato Ivan il Terribile.